# Саид ибн Султан
Саид ибн Султан, также известен как Сеид Саид (5 июня 1791, Сумайль, Оман — 19 октября 1856, около острова Маэ, Сейшельские острова) — с 1804 года до своей смерти сеид Маската, имам Маската и Омана, а также султан Маската, Омана и Занзибара. Перенёс свою столицу из Омана в Занзибар. После смерти Сеида Саида султанат распался на два независимых государства — Оман и Занзибар.

## Деятельность
После гибели своего отца, Султана ибн Ахмеда, 20 ноября 1804 года во время военной экспедиции против Пиратского Берега, Саид ибн Султан стал сеидом Маската. Первоначально он был формальным соправителем вместе со своим братом Селимом, но, так как Саиду было всего тринадцать лет, его дядя Бадр ибн Сайф стал регентом. После смерти Бадра ибн Саифа 31 июля 1806 года старшая сестра Саида, сеида Аиша ибн Султан, стала исполнять обязанности регента. 14 сентября 1806 года Саид ибн Султан был единолично назначен султаном Маската, Омана и Занзибара.

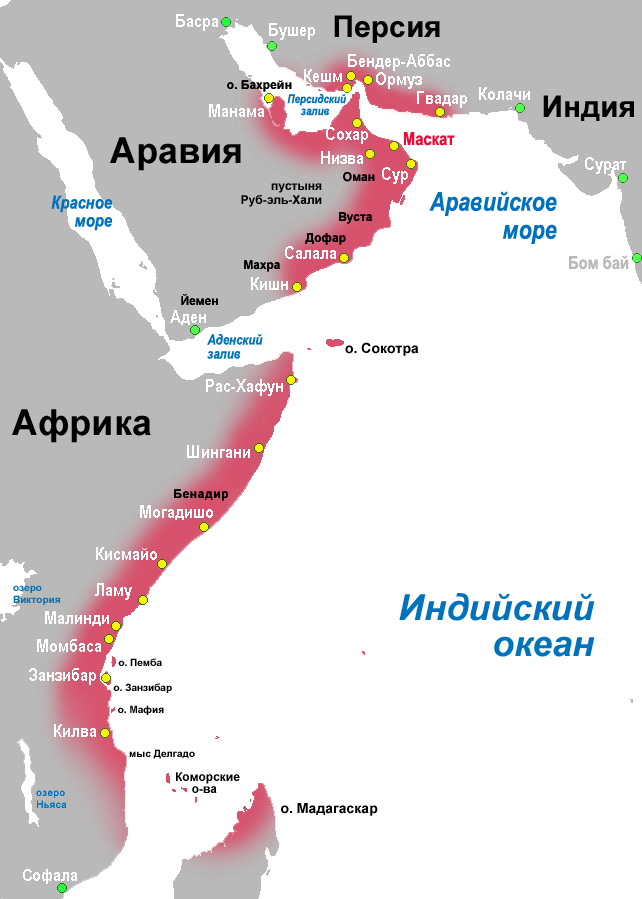
Султанат Оман в 1856 году

При Саиде ибн Султане Оманский султанат достиг своего расцвета и включал, кроме собственно Омана и территорий на востоке Аравийского полуострова (современные Бахрейн, Катар и Объединённые Арабские Эмираты), полосу земли (Зандж) вдоль побережья Восточной Африки в современных Мозамбике, Танзании, Кении и Сомали, с городами Момбаса и Дар-эс-Салам, побережье Оманского залива с городом Ормуз, острова Индийского океана, включая Занзибар, а также северо-западное побережье Мадагаскара. Северный берег Оманского залива был включен в состав Омана в результате династических браков, устроенных Саидом. При помощи Великобритании Саиду ибн Султану также удалось существенно уменьшить размах пиратства в Персидском заливе. Платой за это, впрочем, стало существенное усиление роли Британии в делах Омана, что много позже привело в конечном счёте к вхождению Омана и Занзибара в Британскую империю. Саид вёл войны с ваххабитами за контроль востока Аравийского полуострова. В 1822 году он подписал с Великобританией договор Морсби, согласно которому была прекращена работорговля между Оманом и всеми европейскими государствами.
После этого Саид сконцентрировался на увеличении влияния Омана в Восточной Африке. В 1829 году, завоевав Момбасу, он присоединил к Оману последнее независимое торговое государство в регионе. Предположительно, он предложил королю Мадагаскара Ранавалуне I в жёны свою дочь, с тем, чтобы впоследствии Мадагаскар перешёл в подчинение Оману (Раваналуна отказался от предложения). Планы по захвату Коморских островов также провалились, когда в 1842 году правительница Мохели приняла протекторат Франции.
В правление Саида динамично развивался Занзибар, бывший центром работорговли, а также возделывания гвоздики. В 1832 году он основал временную резиденцию в городе Занзибар, а с 1840 года окончательно переехал в неё. В 1836 году Саид установил дипломатические отношения с США, в 1840 году — с Великобританией. 2 октября 1845 года был заключён договор с Великобританией, запрещавший любой экспорт рабов, но реально контроль за экспортом был установлен под британским давлением много позже. Взамен Великобритания полностью признала суверенитет Омана.
Саид ибн Султан умер во время морского путешествия около острова Маэ (Сейшельские острова).

## Семья
У Саида были три старших жены, причём со второй и третьей он развёлся по обвинению в неверности. В его гареме суммарно (в разное время) находились 75 жён. От всех них у него было 26 сыновей и 21 дочь, при этом 36 детей пережили его самого. После смерти Саида два его сына, Тувайни ибн Саид и Маджид ибн Саид, вступили в борьбу за трон, и в результате Оман был разделён: Тувайни стал султаном Омана, а Маджид — султаном Занзибара. Три других его сына также были султанами Занзибара: Маджиду последовательно наследовали Баргаш ибн Саид, Халифа ибн Саид и Али ибн Саид.
Дочь Саида Сеида Сальме вышла замуж за немецкого купца, приняла протестантизм и под именем Эмили Рюте опубликовала свои воспоминания («Воспоминания арабской принцессы из Занзибара») — первую известную автобиографию арабской женщины.